# هانویلر
هانویلر (به فرانسوی: Hanviller) یک کمون در فرانسه است که در Canton of Bitche واقع شده‌است.

## خصوصیات
هانویلر ۸٫۶۶ کیلومترمربع مساحت و ۲۱۷ نفر جمعیت دارد و ۲۷۰ متر بالاتر از سطح دریا واقع شده‌است.